# Elburgo (concejo)
Elburgo (oficialmente Elburgo/Burgelu) es un concejo del municipio de Elburgo, en la provincia de Álava, País Vasco (España). Es la capital del municipio de Elburgo. 

## Toponimia
El nombre de la población aparece en la Reja de San Millán como Burgellu (1025). Otras denominaciones han sido: Burguello (1257), Burguieillo (1299), Elburgo (1337), Burgo de Alaba (1390) o villa del Burgo (1519). La base del nombre parece ser burgo (arrabal, barrio) procedente del latín burgu.

## Geografía física
Se encuentra a 549 m de altitud.

### Ubicación
|                | Norte: Argómaniz |                        |
| Oeste: Oreitia |                  | Este: Alegría-Dulantzi |
|                | Sur: Gazeta      |                        |

## Naturaleza
En las inmediaciones de Elburgo y la vecina localidad de Gáceta se encuentran dos de los robledales isla de la Llanada Alavesa, zonas protegidas con altos valores naturales.

## Geografía humana

### Organización territorial
Forman parte del concejo los despoblados de:
- Arrarain.[3]
- Garona.[4]
- Quilchano.[5]

### Demografía
| Gráfica de evolución demográfica de Elburgo entre 2000 y 2017 |
|                                                               |
| Población de derecho según los censos de población del INE.   |

## Cultura

### Patrimonio material
- Ermita de San Juan de Arrarain: La primitiva ermita románica de San Juan de Arrarain, situada sobre un montículo a las afueras del pueblo, fue levantada en el siglo XII. Conserva la cabecera medieval, compuesta de presbiterio y ábside de sillería semicircular con notable ventanal, y decorada con interesantes canecillos. A esta estructura se añadió posteriormente una pequeña nave hacia el poniente. Alberga una imagen sedente de la Virgen Blanca del siglo XII. Por el lugar pasaba el Camino de Santiago que venía de Alegría de Álava y se dirigía hacia Vitoria.[7][8][9]

- La iglesia de San Pedro: La parroquia de San Pedro sustituye a otra románica anterior y ha sido remodelada a lo largo de los siglos en varios estilos. Presenta una planta alargada de salón con la cabecera más ancha que la nave (1490) y cubierta por bóvedas de terceletes. El presbiterio (siglo XVI) es de planta cuadrada y bóveda de terceletes y combados. Hay capillas al lado del presbiterio y una sacristía (siglo XVII) adosada al segundo tramo de la nave. En 1763 se construyó el coro, la torre y el pórtico con arcos de piedra sillar. La portada, siglo XVI, es apuntada y formada por arquivoltas y jambas. El retablo mayor (finales del siglo XVII) consta de banco, cuerpo y parte superior o ático y está dividido verticalmente en tres calles y decorado con columnas salomónicas. En el banco se desarrollan escenas de la infancia de Cristo (la Adoración de los Pastores y la Adoración de los Reyes Magos). En el centro del cuerpo principal, destaca la figura de San Pedro en su cátedra, con la tiara papal y las llaves. Flanqueando esta figura encontramos a San Juan Evangelista y Santiago. Está rematada por un Calvario. La pieza más interesante es el sagrario (siglo XVI), realizado por Esteban de Velasco, un artista vitoriano del Renacimiento. La pila bautismal gótica es del siglo XV. Los retablos laterales, barrocos, están dedicados a Nuestra Señora del Rosario y al Sagrado Corazón en el que llama la atención una pintura del siglo XV con los bustos de cinco santas: de izquierda a derecha se sitúa Santa Catalina de Alejandría, Santa Marina, Santa Lucía, Santa Bárbara y Santa María Magdalena.[10][8]Fuente, abrevadero y lavadero de Elburgo

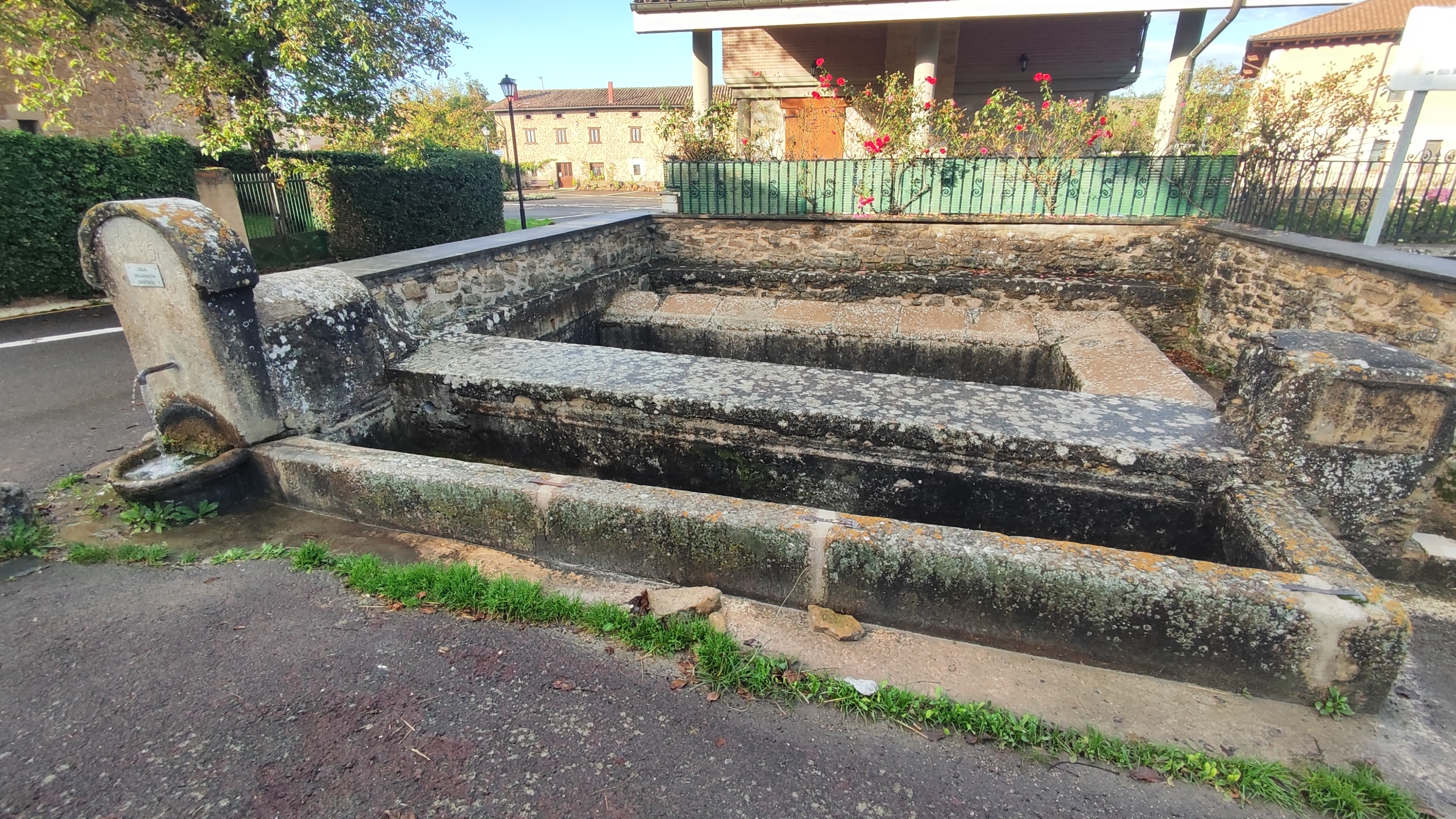
Fuente, abrevadero y lavadero de Elburgo

- Fuente-abrevadero-lavadero: Situada a la entrada del pueblo por el este, fue construida en 1909.[11]
- Casa n.º 19 (Elburgo)
- Beaterio de Nuestra Señora de la Concervera. Ermita que se localizaba cercana a la iglesia parroquial. Es conocido con el nombre de "El Convento". El edificio conserva un arco de medio punto con grandes dovelas por el que se accede a lo que debío ser el oratorio.[12]
- Crucero. Antiguo rollo jurisdiccional localizado en el centro del pueblo, restaurado en 1986. Como sucede con otros muchos rollos, fue cristianizado, quizás en el siglo XVIII, añadiéndole en su remate una cruz de hierro con sus extremos acabados en punta de lanza.[13]
- Bolera. Juego de bolos cubierto e integrado dentro de un conjunto edificatorio de forma rectangular, (28 x 5,75 m.), ocupando la planta baja y donde se utiliza la superior como sala de concejo a la cual se accede mediante unas escaleras situadas en la parte exterior construidas con bloques de arenisca.[14]
- Antiguas escuelas.[15]
- Molino, fuera de uso, situado al norte de la villa de Elburgo y muy próximo a la ermita de san Juan de Arrarain.[16]

### Patrimonio inmaterial

#### Festividades
Las fiestas de Elburgo se celebran el 29 de junio en honor a San Pedro y San Pablo.